# Igrzyska Ameryki Środkowej 1930
Igrzyska Ameryki Środkowej 1930 – drugie Igrzyska Ameryki Środkowej, multidyscyplinarne zawody sportowe dla krajów znajdujących się w Ameryce Środkowej i na Karaibach, które odbyły się w Hawanie w dniach 15 marca–5 kwietnia 1930 roku.

## Informacje ogólne
Hawana otrzymała prawo do organizacji zawodów na spotkaniu delegatów z państw regionu 16 października 1925 roku w Meksyku. Dziewięć uczestniczących krajów wystawiło łącznie 596 zawodników, w tym sześć kobiet. Sportowcy rywalizowali w czterdziestu sześciu konkurencjach w dziesięciu dyscyplinach, spośród których w programie igrzysk po raz pierwszy znalazły się siatkówka i piłka nożna.

## Dyscypliny
- Baseball  (szczegóły)
- Koszykówka  (szczegóły)
- Lekkoatletyka  (szczegóły)
- Piłka nożna  (szczegóły)
- Pływanie  (szczegóły)
- Siatkówka (halowa)  (szczegóły)
- Skoki do wody  (szczegóły)
- Strzelectwo  (szczegóły)
- Szermierka  (szczegóły)
- Tenis ziemny  (szczegóły)

## Tabela medalowa
Źródło.
| Lp.   | Państwo   | Złoto | Srebro | Brąz | Razem |
| ----- | --------- | ----- | ------ | ---- | ----- |
| 1     | Kuba      | 28    | 19     | 21   | 68    |
| 2     | Meksyk    | 12    | 18     | 10   | 40    |
| 3     | Panama    | 4     | 1      | 5    | 10    |
| 4     | Portoryko | 0     | 3      | 0    | 3     |
| 5     | Honduras  | 0     | 1      | 1    | 2     |
| =     | Kostaryka | 0     | 1      | 1    | 2     |
| 7     | Jamajka   | 0     | 1      | 0    | 1     |
| 8     | Gwatemala | 0     | 0      | 2    | 2     |
| =     | Salwador  | 0     | 0      | 2    | 2     |
| Razem | Razem     | 44    | 44     | 42   | 130   |